# Isabelle Sadoyan
Isabelle Sadoyan, född 12 maj 1928 i Lyon, död 10 juli 2017 i Saint-Didier-au-Mont-d'Or var en fransk skådespelerska.

## Roller i urval
- 1970 – Det bittra ljuva livet
- 1975 – Mr. Klein
- 1977 – Begärets dunkla mål
- 1985 – Subway
- 1991 – Mayrig
- 1993 – Frihet - den blå filmen
- 1995 – Lockbetet
- 1995 – Les misérables
- 1996 – Den åttonde dagen
- 1999 – Sommar vid Loire
- 2008 – Sommarminnen